# Northern Lights (Fernsehserie)
Northern Lights (englisch für Polarlichter) ist eine tragikomische Fernsehserie von Autor und Schauspieler Stephen Jones aus dem Jahr 2023. Jones adaptierte für die irisch-belgische Co-Produktion sein eigenes Theaterstück und spielte auch eine der beiden Hauptrollen.

## Handlung

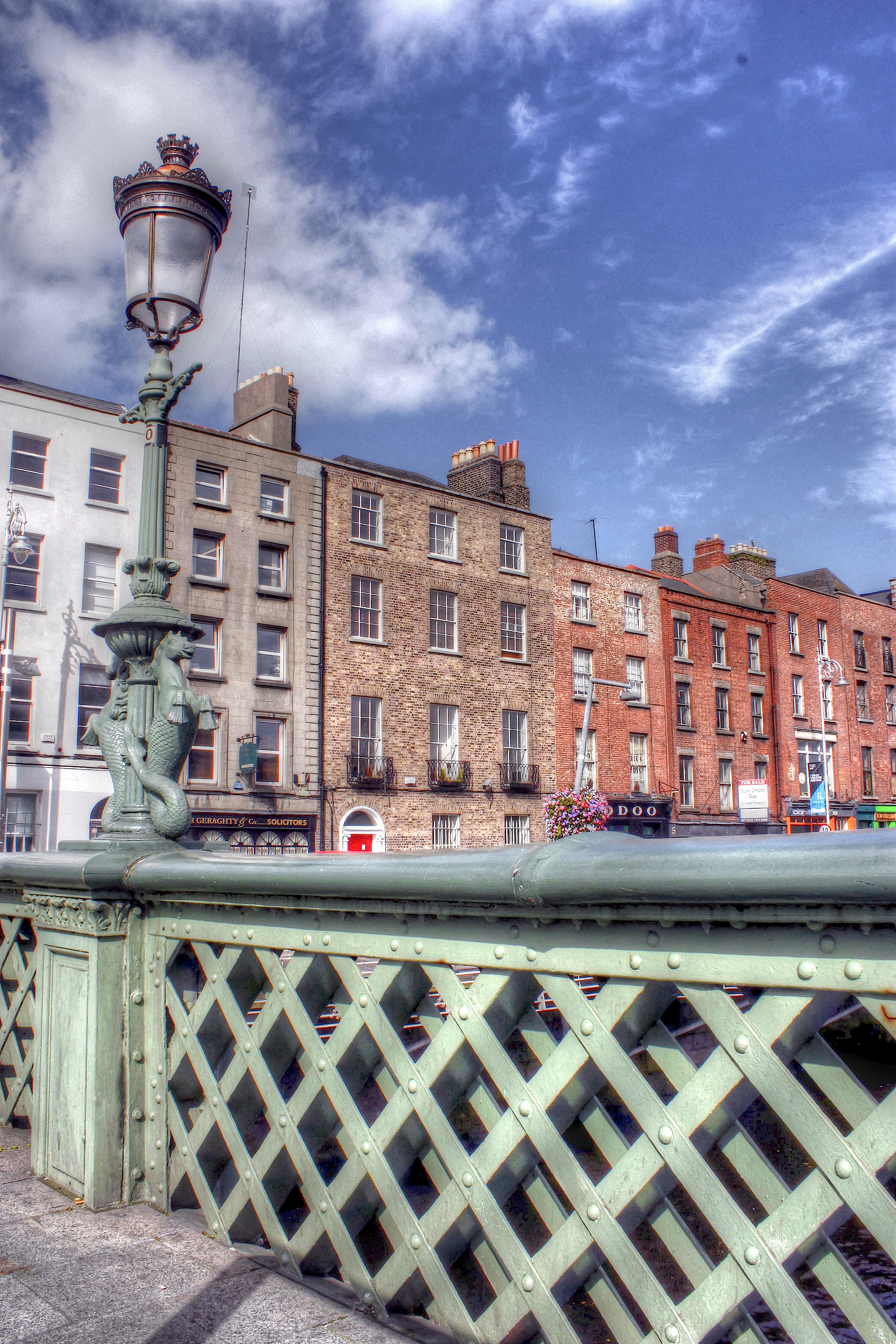
Ungefährer Drehort der Szenen auf der Grattan Bridge. Im vierten Haus von rechts im Hintergrund liegt die Wohnung von Lloyd.

An einem verregneten Abend in Dublin sieht Lloyd von seinem Wohnzimmerfenster aus eine junge Frau am Geländer der Grattan Bridge stehen. Nach kurzem Zögern geht er zu ihr und fragt sie, ob alles in Ordnung sei. Nach einem kurzen Gespräch kommt sie mit in seine Wohnung, um sich dort aufzuwärmen. Die Frau, Áine, erklärt ihr Verhalten damit, dass ihr Freund Séan sich durch einen Sprung von dieser Brücke das Leben genommen habe. Lloyd erzählt, dass er gesehen habe, wie es passierte.
Áine und Lloyd verbringen einige Tage miteinander. Áine ist Friseurin, möchte aber gerne Kinderbuchautorin werden, wozu Lloyd sie ermutigt. Lloyd arbeitet im Vertrieb und ist zufrieden mit seinem Job. Seine aus Belgien stammende Freundin Denise wandert auf dem Jakobsweg und lernt dort Bill und Karen kennen. Sie hat offenbar einen Verlust zu verkraften, denn sie reagiert ungehalten auf Aussagen von Karen, dass alles aus einem Grund passiere und der Tod jeden zum richtigen Zeitpunkt ereile.
Denise und Lloyd lebten zum Zeitpunkt ihrer Abreise getrennt, was Lloyd Áine aber erst erzählt, nachdem sie ihn geküsst hat. Séan litt unter Panikattacken, aber dennoch gibt Áine sich die Schuld an seinem Tod. Auch ihre Mutter Sandra und Séans Mutter Pauline haben Áine in unterschiedlichen Situationen diesen Vorwurf gemacht. Lloyd sagt, dass Séan ihm erzählt habe, dass er ihr einen Heiratsantrag machen wollte. Tatsächlich hatte Séan dies Denise erzählt, die ihn bereits einige Tage zuvor auf der Brücke getroffen und sich Sorgen um ihn gemacht hatte.
Denise trifft ihre Mutter Julia, die ihr nachgereist ist. Julia sagt zu Denise, dass Lloyd keine Schuld an dem trage, was geschehen ist und Denise die Beziehung zu ihm nicht einfach wegwerfen sollte. Áine erfährt, dass Lloyds und Denises Tochter Saoirse im Alter von knapp vier Monaten gestorben ist. Lloyd erzählt Áine außerdem die Wahrheit über den Abend auf der Brücke, dass er Séan zwar angesprochen hat, aber einfach weitergegangen ist, als dieser kaum auf ihn reagierte. Áine stürmt wütend davon. Sie versöhnt sich mit ihrer Mutter und Pauline, die ihre Vorwürfe zurücknehmen.
Als Denise nach Dublin zurückkehrt, erzählt Lloyd von seinen Treffen mit Áine und davon, sie geküsst zu haben. Denise reagiert sehr aufgebracht, erklärt aber später, dass es nicht der Kuss war, der sie so verletzt habe, sondern, dass Lloyd mit Áine über Saoirses Tod geredet hat, aber nie mit Denise. Lloyd und Denise wagen mit ihrer Beziehung einen Neuanfang. Auch Áine verzeiht Lloyd: Er habe genauso wenig Schuld an Séans Tod wie irgendjemand anders.

## Besetzung und Synchronisation
| Figur   | Darsteller             | Deutsche Stimme    |
| ------- | ---------------------- | ------------------ |
| Lloyd   | Stephen Jones          | Tobias Müller      |
| Áine    | Elva Trill             | Alice Bauer        |
| Denise  | Jennifer Heylen        | Nurcan Özdemir     |
| Seán    | Jay Duffy              | Amadeus Strobl     |
| Sandra  | Denise McCormack       | Agnes Hilpert      |
| Pauline | Susan Lynch            | Ulrike Stürzbecher |
| Ashling | Jade Jordan            | Kathrin Neusser    |
| Baz     | John Doran             | Dennis Herrmann    |
| Kelly   | Shauna Higgins         | Celina Gaschina    |
| Tony    | Kevin McGahern         | Nico Sablik        |
| Bill    | Roger Evans            | Hans Hohlbein      |
| Karen   | Joanne King            | Nora Kunzendorf    |
| Paul    | Don Wycherley          | Lutz Schnell       |
| Julia   | Lucretia van der Vloot | Elisa Bannat       |

Die Synchronisation wurde von der Deutschen Synchron & Medienproduktion durchgeführt, Kathrin Neusser verfasste das Dialogbuch und führte Regie.

## Entstehung
Das der Serie zugrundeliegende Theaterstück von Stephen Jones ist ein Kammerspiel, das ausschließlich aus den Gesprächen zwischen Lloyd und Áine in Lloyds Wohnung besteht und 2018 im Upstairs Theatre über einem Pub in Dublin aufgeführt wurde. Jones spielte selbst die Hauptrolle an der Seite von Seána Kerslake. Ailish McElmeel, die Co-Gründerin der Produktionsfirma Deadpan Pictures, schlug Jones vor, eine Serie aus dem Stück zu machen.
Die Adaption ist Jones’ Debüt als Drehbuchautor. Er erweiterte die Handlung um zusätzliche Figuren und Schauplätze, die vorwiegend in Rückblenden in die Rahmenhandlung eingebunden werden. In der Serie spielte Jones erneut Lloyd, die weibliche Hauptrolle übernahm Elva Trill, die das Drehbuch als das beste, das sie je gelesen habe, bezeichnete. Die Schauspieler hatten nicht viel Zeit für Proben. Die Dreharbeiten fanden im September 2022 statt und dauerten insgesamt zehn Wochen. Jones, der einmal in derselben Straße wie Lloyd gewohnt hatte, bezeichnete den Dreh- und Spielort Dublin als eine der Hauptfiguren. Die Co-Produktion mit der belgischen Potemkino wurde u. a. von Lionsgate, TG4 und ZDFneo finanziert und vertrieben.
Im Frühjahr 2024 befand sich bereits die zweite Staffel der Serie in der Entwicklung.

## Veröffentlichung
Die erste Staffel der Serie feierte am 1. November 2023 im Lighthouse Cinema in Dublin Premiere und wurde ab 14. November 2023 in wöchentlichem Turnus auf TG4 ausgestrahlt. Die deutsche Erstausstrahlung aller Folgen erfolgte in der Nacht vom 19. März auf den 20. März 2024 auf ZDFneo und in der ZDF Mediathek. In Großbritannien wurde Northern Lights am 20. Mai 2024 auf MGM+ veröffentlicht, in Nordamerika war die Serie ab 26. Juni 2024 beim Streaminganbieter BritBox zu sehen.

## Episodenliste

### 1. Auf der Brücke
An einem verregneten Abend in Dublin bekommt Lloyd von seiner Freundin Denise die Nachricht „Neuanfänge kommen immer nur mit einem Ende“. Er schreibt zurück, was das bedeuten solle, bekommt aber keine Antwort. Er besucht ein Konzert seines Freundes Buz, aber als dieser ihm ein Lied widmet, in dem es offenbar um den Tod eines geliebten Menschen geht, verlässt er aufgewühlt den Pub. Auf einer Brücke in nächster Nähe zu seiner Wohnung sieht Lloyd eine junge Frau stehen. Als er zu Hause angekommen ist, beobachtet er sie von seinem Fenster aus und beschließt schließlich, zu ihr zu gehen und sie anzusprechen, ob alles in Ordnung sei. Nach einem kurzen Gespräch kommt sie, Áine, mit zu ihm, um sich dort aufzuwärmen. 
Denise wandert auf dem Jakobsweg und hat dort Karen und Bill kennengelernt. In Rückblenden ist zu sehen, dass sie Lloyd in einem Karaoke-Klub kennengelernt und ihm direkt zu Beginn deutlich gemacht hat, keine Kinder zu wollen. Als sie schließlich nach Spanien gegangen ist, lebten Lloyd und sie getrennt. 
Áine war nach einem Streit mit ihrer Mutter Sandra aus der gemeinsamen Wohnung gestürmt, bevor sie an diesem Abend zur Brücke kam. Lloyd erzählt ihr von seinem Lieblingsbuch, Der Fänger im Roggen. Er kann sie überzeugen, auf dem Sofa zu übernachten. Er lässt Buzz nicht rein, als dieser an der Tür klingelt, sondern behauptet gegenüber Áine, dass es ein Klingelstreich sei. Sie erzählt ihm, dass ihr Freund Séan sich vor drei Monaten von der Brücke gestürzt habe. Lloyd sagt ihr, dass er es gesehen habe.  

### 2. Der Morgen danach
Lloyd und Áine frühstücken zusammen und unterhalten sich auf einem gemeinsamen Spaziergang. Áine ist Frisörin, wäre aber lieber Kinderbuchautorin. Sie erzählt Lloyd von ihrer Idee eines Buchs über eine Termite, die Schreiner werden möchte. Lloyd ermutigt sie, dieses Ziel zu verfolgen. Er selbst ist zufrieden mit seinem Job, er ist Teamleiter im Vertrieb. 
In Rückblenden wird erzählt, dass Séan schon länger an Panikattacken litt. Er wollte sein Leben ändern, um gesund zu werden. Eine Woche vor seinem Tod überraschte er Áine auf der Arbeit: Er hatte einen Island-Urlaub gebucht, um die Nordlichter zu sehen. Sie reagierte abweisend, weil er „nicht er selbst“ gewesen sei.
In Spanien streitet sich Denise mit Karen, als diese sagt, dass jedes Leben zum richtigen Zeitpunkt ende. Sie wandert alleine weiter.
In einer Rückblende ist zu sehen, dass Séan bereits an einem anderen Tag vor seinem Selbstmord auf der Brücke stand und Denise ihn ansprach. Lloyd sah sie von seinem Fenster aus und reagierte eifersüchtig und mit Unverständnis, weil er auf ein klärendes Gespräch mit ihr gewartet hatte. Denise sagte ihm, sie benötige weiter mehr Zeit, liebe ihn aber noch. Später ist zu sehen, dass Lloyd Séan am Tag seines Selbstmords zwar ansprach, aber einfach weiterging, als dieser nicht richtig auf ihn reagierte. Wenige Sekunden später sprang Séan ins Wasser.
Als Áine Lloyd fragt, ob er sie in einen Pub begleiten möchte, lehnt dieser ab. 

### 3. Tom Jones
In einer Rückblende ist zu sehen, dass es Nr. 1 auf Séans „Fuck-it-List“ (Bucket List) war, einmal die Nordlichter zu sehen. Bei seiner Trauerfeier gab Séans Mutter Pauline Áine Schuld an seinem Tod.
Lloyd trifft Áine im Pub und erzählt, wie Denise und er bei einem Karaoke-Wettbewerb zusammengekommen sind. In Spanien wird Denise von einem Hund gejagt, verbarrikadiert sich in einem Schuppen und verletzt sich am Knöchel. Sie erreicht Lloyd telefonisch im Pub und sagt, dass sie froh sei, seine Stimme zu hören. Schließlich wird sie befreit. Überraschend trifft sie auf ihre Mutter Julia.
Lloyd erinnert sich an den Tag, an dem Denise die Trennung wollte. Sie warf Lloyd vor, dass er sich verhalte, „als wäre nichts passiert“. Er erzählt Áine aber nicht davon.
Áine verbringt den Abend wieder bei Lloyd.

### 4. Gemeinsam einsam
Áine und Lloyd singen zusammen Karaoke. Lloyd erinnert sich daran, wie er mit Denise zusammengezogen ist. Julia hatte ihnen Geld für das Haus geliehen und Lloyd gesagt, er solle Denise nicht verletzten und ihr auch dann beistehen, wenn sie behauptet, keine Hilfe zu brauchen. Bei der Einweihungsfeier erfährt Julia erstmals, dass Denise keine Kinder will. Lloyd ist das Thema offensichtlich unangenehm.
Lloyd erwähnt gegenüber Áine, dass er gerne gerahmte inspirierende Zitate in der Wohnung hängen hat. Áine gibt sich die Schuld an Séans Tod, weil sie oft unsensibel war und Sprüche über seine psychischen Probleme gemacht hat. Als Lloyd ihr widerspricht, küsst sie ihn. Nach kurzer Zeit verlässt Lloyd fluchtartig das Zimmer. 
Er erinnert sich an ein Gespräch mit Denise, in dem er ihr eröffnete, dass er doch einen Kinderwunsch habe und unehrlich zu ihr war. Sie ist wütend, sagt aber auch, dass es ihr altes Ich gewesen sei, das diese Entscheidung getroffen habe.
Auf dem Jakobsweg sagt Julia zu Denise, dass es Lloyd schlecht gehe, er nichts für die Situation könne und sie das zwischen ihnen nicht wegwerfen sollte.
In Dublin versucht Áine, Lloyd zu beruhigen, es sei nichts passiert. Als sie Denise erwähnt, sagt er, dass er nicht sicher sei, ob sie noch ein Paar sind.
Als Denise schwanger geworden war, versprach Lloyd ihr, dass sie das zusammen schaffen werden, „egal, was passiert“. In der Gegenwart schaut sich Denise in Spanien im Bett ein Ultraschallbild an.

### 5. Polarlichter
Denise war während ihrer Schwangerschaft nach eigener Aussage „so glücklich wie noch nie“. Später erzählte sie Lloyd, dass sie Séan angesprochen habe, weil sie gut darin geworden sei, Menschen zu erkennen, die sich so schlecht fühlen wie sie.
Lloyd will für Áine einen Urlaub in Island buchen. Sie reagiert wütend, sagt, dass das nichts ändern würde. Lloyd erzählt ihr, dass Séan gesagt habe, dass er ihr in Island einen Antrag machen wollte, aber Sorge hatte, dass es sie zu sehr unter Druck setzen würde. Lloyd verschweigt, dass nicht er, sondern Denise das Gespräch geführt hat und Séan ermutigte.
Áine findet ein Familienfoto mit einem Baby. Lloyd erzählt ihr, dass seine Tochter, Saoirse, im Alter von vier Monaten im Schlaf gestorben sei. Er erzählt Áine die Wahrheit, dass er nie richtig mit Séan geredet hat und weitergegangen ist, statt ihm zu helfen. Áine reagiert sehr aufgebracht wegen Lloyds Unehrlichkeit und entscheidet, zu ihren Eltern zurückzukehren.

### 6. Neuanfänge
Áine söhnt sich mit Sandra Pauline aus. Letztere sagt ihr, dass sie leben und, wenn der Zeitpunkt gekommen ist, eine neue Liebe finden solle. Áine findet in Séans Sachen den Verlobungsring und eine Ausgabe von Der Fänger im Roggen.
Lloyd will einen Schlussstrich ziehen und packt im Haus, gegen den Rat von Baz, seine Sachen. Denise kehrt überraschend zurück. Er sagt ihr als allererstes, dass er jemanden kennengelernt und geküsst habe. Sie streiten, er wirft ihr vor, ihn rausgeschmissen zu haben.
An einem anderen Tag treffen Lloyd und Denise sich zufällig am Grab ihrer Tochter. Sie wirft ihm vor, nie über den Tod von Saoirse geredet zu haben. Lloyd erzählt Denise, wie er Áine kennen gelernt hat und dass er ihr auch von Saoirse erzählt hat. Denise merkt an, dass Lloyd ihr gegenüber gerade zum ersten Mal Saoirses Namen genannt hat, seit sie gestorben ist.
Lloyd gibt beim Frisör ein Buch für Áine ab, ein Ratgeber für angehende Kinderbuchautoren. Sie besucht ihn daraufhin und sagt, dass er genauso wenig Schuld an Séans Tod habe wie sie oder seine Mutter. Sie schenkt ihm eine gerahmte Seite aus Der Fänger im Roggen.
Áine  hängt an der Brücke ein Schild auf, das Selbstmordgefährdete auffordert, sich Hilfe zu holen.
An Saoirses Geburtstag feiern Lloyd und Denise mit ihren Freunden, die die dazu auffordern, sich nicht zu trennen. Denise sagt, sie habe es nicht ausgehalten,  die Person, die sie mehr liebt als alles auf der Welt, hilflos leiden zu sehen. Baz singt das Lied, das er für Saoirse geschrieben hat.
Später erklärt Denise Lloyd, dass der Kuss sie nicht so sehr verletzt habe wie die Tatsache, dass Lloyd mit Áine über Saoirse sprechen konnte, aber nicht mit ihr. Sie entscheiden, mit ihrer Beziehung einen Neuanfang zu wagen.

## Rezeption

### Kritiken
Stephen Porzio nannte Northern Lights zum Anlass der Veröffentlichung in Großbritannien „eine der besten irischen Serien der letzten Jahre“, die vorwiegend wegen ihrer „emotionalen Geschichte, authentischen Dialoge und kraftvollen Darstellungen“ gelobt worden sei.
Auch die deutschen Kritiken fielen allseitig positiv aus, so wurde Northern Lights unter anderem als  „berührend schön“ und  „vollständig gelungen“ bezeichnet. Es sei eine Serie, „die sich als eine Art Mosaik aus Rückblenden und Erzählgegenwart entfaltet und jenseits typischer Romantik-Formeln den Prozess des Kennenlernens zweier seelisch belasteter Menschen hautnah erfahrbar“ mache. Sie handle von „Sprachlosigkeit, die Menschen nach schlimmen Erlebnissen überfällt und sie sogar von jenen trennt, die weiterhin da sind“ und sei emotional, ohne dass man ihr „Gefühlsduselei“ vorwerfen könne.
Das Drehbuch sei „meisterhaft geschrieben“ und Northern Lights überzeuge mit der „Sensibilität, mit der Themen wie Selbstmord, Schuldgefühle und Verlustängste angegangen werden.“ Hervorgehoben wurden auch die „lebensnah-kantigen Figurenzeichnungen“ und die  „exzellenten Schauspieler“:  „Stephen Jones und Elva Trill spielen grandios und harmonieren ohne Wenn und Aber miteinander, obwohl ihre Figuren so unterschiedlich angelegt sind.“

### Auszeichnungen
Irish Film & Television Awards
- 2024: Nominierung als beste Drama-Serie
- 2024: Nominierung für das beste Drehbuch einer Drama-Serie für Stephen Jones
- 2024: Nominierung als beste Hauptdarstellerin für Elva Trill
- 2024: Nominierung als beste Regie in einer Drama-Serie für Tom Hall